# Maria Romanowa (1799–1800)
Maria Aleksandrowna (ur. 29 maja 1799 w Sankt Petersburgu, zm. 8 lipca 1800 tamże) – księżniczka rosyjska, córka Elżbiety Aleksiejewny.

## Życiorys
Oficjalnie za ojca księżniczki uchodził wielki książę Aleksander Romanow, jednak faktycznym ojcem dziewczynki był jego adiutant, polski książę Adam Jerzy Czartoryski. Gdy nieślubne pochodzenie dziecka wyszło na jaw, Czartoryski opuścił Petersburg i udał się jako poseł do Sardynii. Maria Aleksandrowna nazywana była przez matkę Myszką (Mäuschen). Zmarła we wczesnym dzieciństwie.